# Sara Serpa
Sara Serpa (* 27. Februar 1979 in Lissabon) ist eine portugiesische Jazzmusikerin (Gesang, Piano).

## Leben und Wirken
Serpa erhielt als Jugendliche eine klassische Piano- und Gesangsausbildung. Nach einem College-Abschluss in Sozialarbeit wandte sie sich dem Jazz zu und erweiterte ihre Ausbildung in der an den Lissaboner Hot Clube de Portugal angeschlossenen Musikschule. Nach ihrem Abschluss zog sie nach Boston, um am Berklee College of Music und anschließend am New England Conservatory zu studieren, wo sie 2008 den Master in Jazz Performance erwarb. Danach zog sie nach New York, um in der dortigen Jazzszene zu arbeiten; 2008 legte sie ihr Debütalbum Praia (Inner Circle) vor, an dem u. a. Greg Osby mitwirkte.  Im Bereich des Jazz war sie zwischen 2005 und 2017 an 20 Aufnahmesessions beteiligt, u. a. mit Danilo Pérez (Providencia), Ran Blake (Aurora, 2012) und dem Asuka Kakitani Jazz Orchestra. Zu hören ist sie u. a. auch auf Linda May Han Ohs Album The Glass Hours (2023) und auf Jamie Baums What Times Are These (2024).
2019 war sie Siegerin in der Kategorie Rising Star-Female Vocalist  beim Down Beat Critics Poll. Serpa ist mit dem Gitarristen André Matos verheiratet.

## Diskographische Hinweise
- Greg Osby: Nine Levels (Inner Circle, 2008), mit Adam Birnbaum, Nir Felder, Joseph Lepore, Hamir Atwal
- Praia (2008)
- Ran Blake & Sara Serpa: Camera Obscura (Inner Circle, 2010)
- Mobile (Inner Circle, 2010), mit Kris Davis, André Matos, Ben Street, Ted Poor
- Sara Serpa & André Matos: Primavera (Inner Circle, 2013)
- Ran Blake & Sara Serpa: Kitano noir (Sunnyside, 2015)[5]
- Close Up (Clean Feed, 2018)
- Recognition: Music For a Silent Film (Biophilia Records, 2020)
- Intimate Strangers (Biophilia, 2021)
- Encounters & Collision (Biophilia, 2024)